# Martindale (Cumbria)
Martindale is een civil parish in het bestuurlijke gebied Eden, in het Engelse graafschap Cumbria. In 2001 telde het dorp 49 inwoners.